# SPV GmbH
SPV GmbH (Schallplatten Produktion und Vertrieb GmbH; „Companie de producție și distribuție de viniluri”) este o casă de discuri independentă germană. Înființată la 1 ianuarie 1984, a devenit între timp unul dintre cei mai mari distribuitori independenți din întreaga lume.
Are mai multe departamente care produc și distribuie albume în funcție de gen - Synthetic Symphony (muzică industrială), Steamhammer (heavy metal, hard rock), Long Branch Records (rock alternativ, indie rock, rock progresiv, metal progresiv, metalcore), Oblivion (darkwave⁠(d), rock gotic), SPV Recordings ( mzuică pop, muzică rock) și Cash Machine Records (hip hop).
În noiembrie 2020, SPV a fost achiziționată de Napalm Records.

## Artiști ai Steamhammer
- Arena
- Angra
- Anne Clark
- Blackmore's Night
- Doro
- Evildead
- Eric Burdon
- Helloween
- Iced Earth
- Judas Priest
- Kamelot
- Kreator
- MAGNUM
- Moonspell
- Monster Magnet
- Motörhead
- Pro-Pain
- Prong
- Rhapsody of Fire
- Saxon
- Sepultura
- Skinny Puppy
- Sodom
- Type O Negative
- Whitesnake
- Vicious Rumors

## Artiști ai Long Branch Records
- A Pale Horse Named Death (US)
- Agent Fresco (IS)
- Annisokay (DE)
- As Everything Unfolds (UK)
- Atlas (FI)
- Birth of Joy (NL)
- Black Crown Initiate (US)
- Black Map (US)
- Black Orchid Empire (UK)
- Borders (UK)
- Cabal (DK)
- Chimaira (US)
- Cold Night for Alligators (DK)
- Demons of Ruby Mae (UK)
- Drowning Pool (US)
- Everlast (US)
- Fit for an Autopsy (US)
- Frames (DE)
- From Sorrow to Serenity (UK)
- Ghost Iris (DK)
- Ivy Crown (DK)
- Jonestown (UK)
- Kaiser Chiefs (UK)
- Kid Dad (DE)
- KOJ (DE)
- Livingston (UK)
- Madina Lake (US)
- Paradisia (UK)
- Prospective (IT)
- Razz (DE)
- Rendezvous Point (NO)
- Second Relation (AT)
- Shields (UK)
- Siamese (DK)
- Silent Screams (UK)
- The Five Hundred (UK)
- The Hirsch Effekt (DE)
- The Interbeing (DK)
- The Intersphere (DE)
- The Low Frequency in Stereo (NO)
- The Royal (NL)
- Tides from Nebula (PL)
- Time, The Valuator (DE)
- Uneven Structure (FR)
- Unprocessed (DE)
- Valis Ablaze (UK)
- Walking Dead on Broadway (UK)
- Within the Ruins (US)
- White Miles (AT)

## Insolvență
Fondatorul Manfred Schütz a decis să depună o cerere de deschidere a procedurii de insolvență pe 25 mai 2009. Două zile mai târziu, Tribunalul districtual din Hanovra l-a numit pe avocatul Manuel Sack ca administrator provizoriu al insolvenței. Conform lui Schütz, conducerea SPV GmbH va continua să opereze în domeniul producției și distribuției de albume. După o reducere substanțială a activităților companiei și un acord de parteneriat cu Sony Music, care a obținut drepturile pentru o parte din artiști casei de discuri și pentru o parte din catalog, SPV a revenit în producție cu un nou personal la sfârșitul anului 2009.